# Prados (Minas Gerais)
Prados is een gemeente in de Braziliaanse deelstaat Minas Gerais. De gemeente telt 8.560 inwoners (schatting 2009).

## Aangrenzende gemeenten
De gemeente grenst aan Barbacena, Barroso, Carandaí, Coronel Xavier Chaves, Dores de Campos, Lagoa Dourada, São João del-Rei en Tiradentes.

## Geboren
- Joaquim de Paula Souza (1760-1820), componist en violist
- Osmar Donizete Cândido, "Donizete" (1968), voetballer